# Moulle
Moulle település Franciaországban, Pas-de-Calais megyében. Lakosainak száma 1166 fő (2022. január 1.). Moulle Houlle, Moringhem és Serques községekkel határos.

## Népesség
A település népességének változása:
| Lakosok száma | 1057 | 1075 | 1146 | 1117 | 1124 | 1131 | 1136 | 1161 | 1166 |
|               | 2013 | 2015 | 2016 | 2017 | 2018 | 2019 | 2020 | 2021 | 2022 |